# Werra
Werra je desni, vzhodni od dveh glavnih povirnih krakov reke Weser. Z dolžino 299,6 km je Werra daljša od obeh in teče skozi Turingijo, Hessen in Spodnjo Saško. Levi krak, Fulda, ki teče proti zahodu, je dolg 220,7 km.
Werra izvira v Turinškem skrilastem hribovju blizu Fehrenbacha v južni Turingiji. V zgornjem toku večinoma teče v severozahodni smeri skozi zahodno Turingijo in severovzhodni Hessen. Na jugovzhodu Spodnje Saške se Werra združi s Fuldo v Hannoversch Mündnu in tvori Weser, ki nato teče v Severno morje. Werra je reka, ki so jo poškodovale slanice, in sporno je, ali bo sploh še mogoče doseči dobro ekološko stanje. Pristojno ministrstvo za okolje meni, da je to nemogoče.

## Geografija

### Potek
Werra ima dva izvira. Oba sta v Turinškem višavju:
Prvi izvir Werre iz leta 1897 je na južnem pobočju Eselsberga oziroma na jugovzhodnem pobočju njegovega soseda Sommerberga (800,5 m) pri Fehrenbachu na okoli 797 m nadmorske višine. Oznaka rečnega kilometra se nanaša na ta izvir.
Ta izvir Werre, znan tudi kot izvir Schröder, je bil slovesno odprt 14. avgusta 1898 z gozdnim praznikom. Delovodja Georg Schröder iz Heubacha je bil soimenjak. Zidarski mojster Elias Traut iz Fehrenbacha je izvir vgradil v lokalni naravni kamen in od takrat voda teče iz čeljusti levje glave. Dve spominski plošči na okvirju spominjata na gozdnega mojstra Schröderja in zidarskega mojstra Trauta. Tukaj so ustekleničili krstno vodo za Lufthansino CRJ 700 Eschwege. V letu 2006 je bila izvedena obsežna prenova izvirskega bazena in okoliškega terena. Tudi v letu 2018 je bilo preurejeno okolje izvira. Staro Werrahütte so porušili in na istem mestu zgradili novo, večjo. Dodali so tudi lesen razgledni stolp v zgornjem bajerju Werra.
Drugi izvir Werre iz leta 1910 je skoraj 7 km jugovzhodno od prvega izvira, nekaj sto metrov zahodno-jugozahodno od Siegmundsburga na nadmorski višini približno 805 m na severozahodnem pobočju Dürren Fichte, severovzhodno vznožje Bleßberga. Potok Saar, ki izvira tukaj, ima nekoliko večje povodje kot dejanski izvir Werre na Eselsbergu. Saar je najbolj oddaljei pritok Werre, ki je v neposredni bližini porečja Ren-Weser in Laba-Weser.

#### Zgornji tok
Od sotočja obeh izvirov na jugozahodnem pobočju Turinškega višavja, neposredno nad okrožjem Schwarzenbrunn v občini Sachsenbrunn na 491 m nadmorske višine, Werra zapusti hribe in teče proti jugozahodu. Že po nekaj kilometrih doseže Eisfeld, kjer prečka A 73. Od tam teče Werra proti severozahodu in mimo Langen Berge na jugu ter malo kasneje Gleichberge, ki se dvigneta proti jugozahodu in so oddaljeni približno 6 km. Na tem območju Werra teče skozi Hildburghausen.
Pri samostanu Veßra teče Werra skupaj s Schleuse, ki prihaja z desne. Pahljačasti rečni sistem Schleuse odmaka dele Turinškega višavja in celo večje dele dejanskega Turinškega gozda. Schleuse prispeva 60 % količine vode v to rečno zvezo, Werra le 40 %. Oznaka pritok Werre se torej nanaša le v omejenem obsegu na Schleuse.
V Themarju je Werra zajezena v protipoplavnem zadrževalnem bazenu Grimmelshausen. Nato prečka A 71 in sprejme svoj drugi večji pritok iz Turinškega gozda, Hasel.

#### Srednji tok
V zgornjem srednjem toku Werra teče mimo mestnega območja Meiningen, kjer je njena voda z jezovi razdeljena na več rokavov in jarkov. Jarki tečejo okoli celotnega starega mestnega jedra. Glavni tok reke je prepleten s sedmimi cestnimi mostovi in mostovi za pešce v Meiningenu, stranski rokavi pa na desetine drugih mostov. Od tega dela teče okoli Rhöna od vzhoda proti severovzhodu. Turinški gozd je še vedno oddaljen le približno 20 km proti vzhodu in severovzhodu. Med obema hroboma se 6 km desno od Werre dviga osupljiva gora Dolmar.
V Bad Salzungnu Werra, ki do te točke teče proti severu, začasno spremeni svojo smer toka proti zahodu. V tem delu pritečejo z leve Werra, Felda (blizu Dorndorfa) in Ulster (blizu Philippsthala neposredno pod Vachasom), dve najpomembnejši notranji reki Rhöna. Werra prvič doseže vzhodni Hessen v Philippsthalu.

#### Spodnji tok
Pod izlivom Ulstera Werra zavije proti severovzhodu. Pod Heringen-Widdershausnom spet prečka mejo s Turingijo, mimo gozda Seulingswald, ki se dviga proti zahodu. Pri Gerstungenu se ponovno približa Hessnu in teče vzporedno z deželno mejo. Werra teče mimo hribovja Richelsdorf proti vzhodu in naprej proti severu. Drugič doseže Hessen pri Herleshausen-Wommen.
Vzporedno z zvezno avtocesto 4 tvori Werra nekaj kilometrov mejo med obema zveznima deželama. Spet v Turingiji se dotakne mestnega območja Eisenacha in se usmeri proti severovzhodu proti narodnemu parku Hainich. Na poti prečka A 4 (viadukt Hörschel Werra) in teče mimo Creuzburga. Werra se proti zahodu umakne Hainichu in pri Mihli zavije v severozahodno smer proti Treffurtu. Vrne se v (severovzhodni) Hessen blizu Wanfried-Heldre, ki leži pod Heldrasteinom.
Werra teče neposredno zahodno od mesta Wanfried. Skozi precej široko rečno dolino teče reka severno od Schlierbachswalda blizu Eschwegeja, neposredno južno od Werratalseeja in nato Eschwege Bismarckovega stolpa na Großer Leuchtbergu. Nato doseže Bad Sooden-Allendorf in zapusti Hoher Meißner na (jugo)zahodu. Za Bad Sooden-Allendorfom reka zadnjič tvori deželno mejo Hessen-Turingija pod Höhenbergom in kmalu za Lindewerro. Werra teče med gradovoma Hanstein (Turingija) in Ludwigstein (Hessen). V severovzhodnem Hessnu, južno od Werre, je severno naravno območje Meißnervorberge. Werra nato doseže mesto Witzenhausen. Od okrožja Witzenhausen-Gertenbach do Hedemündna tvori reka nekaj kilometrov mejo med Hessnom in Spodnjo Saško.
Ko končno prečka to deželno mejo, Werra teče pod mostovi A 7 in hitre proge ICE Hannover-Würzburg na odseku Kassel-Göttingen. Na tem območju teče skozi naravni park Münden in doseže spodnjesaško mesto Hann.  Tam se Werra sreča s Fuldo, ki prihaja z jugozahoda na višini 116,5 m (to pomeni razliko v nadmorski višini 683,5 m). To sotočje leži pod hribi Reinhardswald nekaj sto metrov vzhodno od deželne meje Hessen. Obe reki skupaj tvorita Weser, ki se pri Bremerhavnu izliva v Severno morje.
- Most v Creuzburgo
- Pri Creuzburgu
- Pri Treffurtu
- Pri Eschwege im Herbst
- Zamrznjena Werra pri Eschwege
- Pri Werleshausenu
- Sotočje Werre (levo) in Fulde (desno), ki tvori Weser (spredaj)

## Znani mostovi
- Georgsbrücke (Meiningen), najstarejši stoječi železobetonski most v Nemčiji iz leta 1899
- Werrabrücke Vacha, srednjeveški kamniti ločni most s skupno 14 loki
- Werrabrücke Creuzburg, kamniti ločni most s 7 polkrožnimi loki iz leta 1223
- Werratalbrücke Hörschel, 13-polni prednapeti betonski viadukt zvezne avtoceste 4, dolžine 732 m
- Mostovi v dolini Werra v Hedemündnu, dva vzporedna viadukta za A 7 in železniško progo za visoke hitrosti med Hannovrom in Würzburgom
- Stari most Werra v Hannu. Münden, kamniti ločni most iz 13. stoletja

- Georgsbrücke
- Zahodna stran mostu
- Most čez reko Werra z Liboriusovo kapelo
- Viadukta za A 7 in železniško progo
- Pogled iz starega mestnega jedra na most in Questenberg z zgodovinskim predmestjem Blume